# 静岡県道357号佐倉御前崎港線

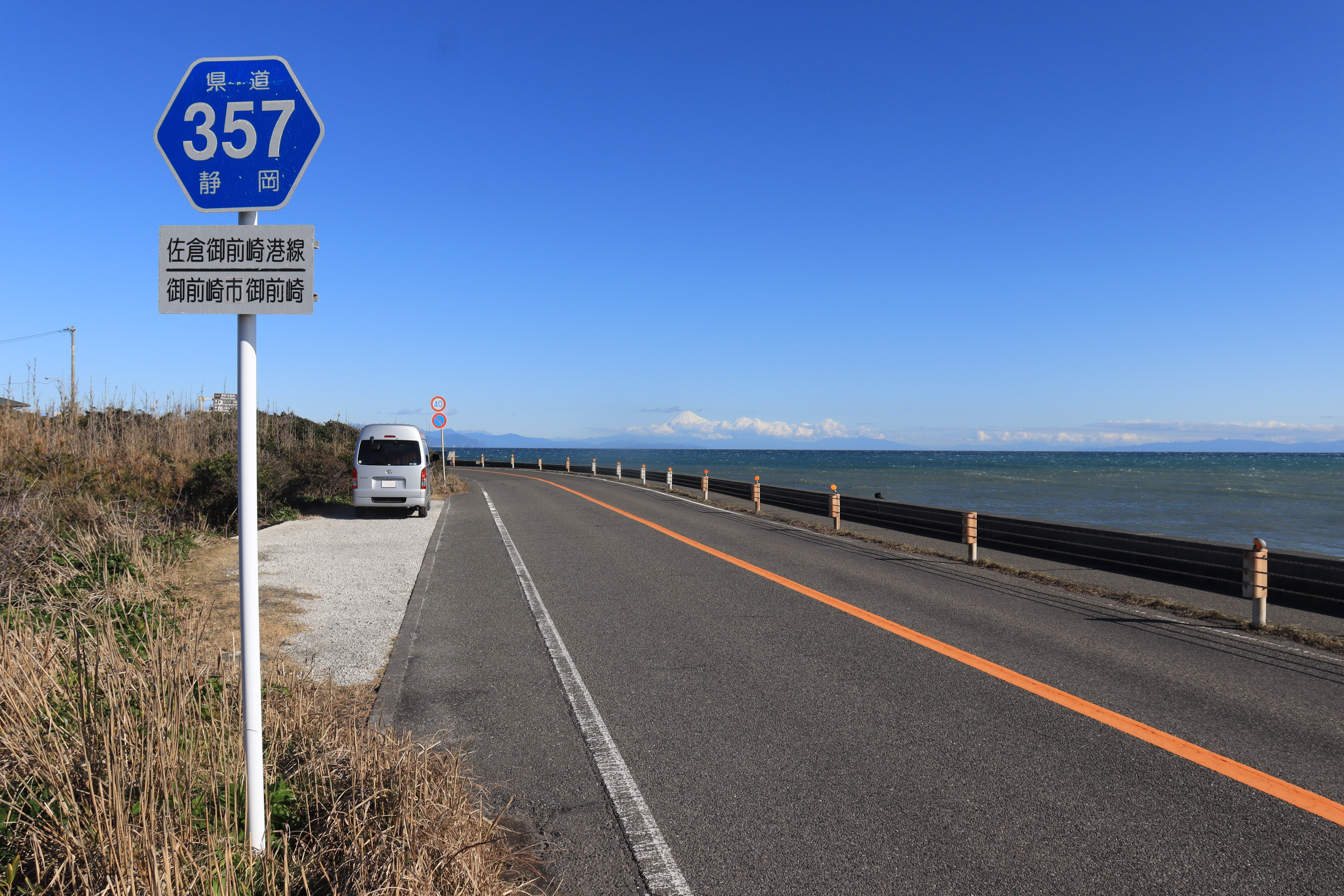
静岡県道357号佐倉御前崎港線、御前崎市御前崎にて、遠景は駿河湾越しに富士山

静岡県道357号佐倉御前崎港線（しずおかけんどう357ごう さくらおまえざきこうせん）は、静岡県御前崎市を通る道路（一般県道）である。市内の白羽から終点まで遠州灘の海岸沿い（御前崎）を通る。通称、御前崎サンロード。

## 概要
中部電力浜岡原子力発電所と御前崎港を結ぶ最短ルートであり、核燃料や核廃棄物の搬入出路となっている。御前埼灯台に向かう観光ルートのひとつ。

### 路線データ
- 陸上距離：9.9km
- 起点：御前崎市佐倉（法ノ沢交差点、静岡県道372号大東相良線交点）
- 終点：御前崎市御前崎（御前崎港、静岡県道240号御前崎堀野新田線交点）

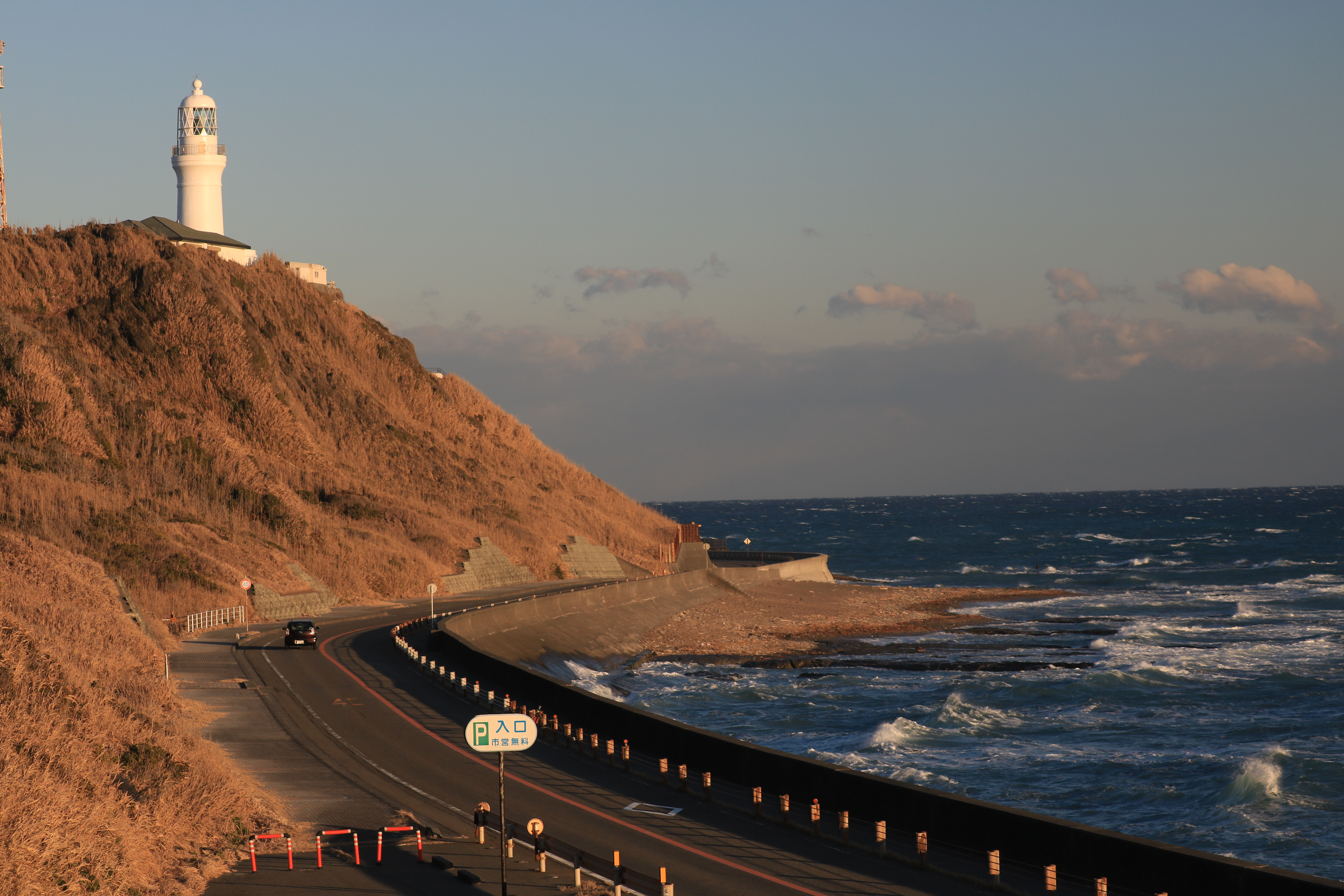
御前埼灯台と静岡県道357号佐倉御前崎港線
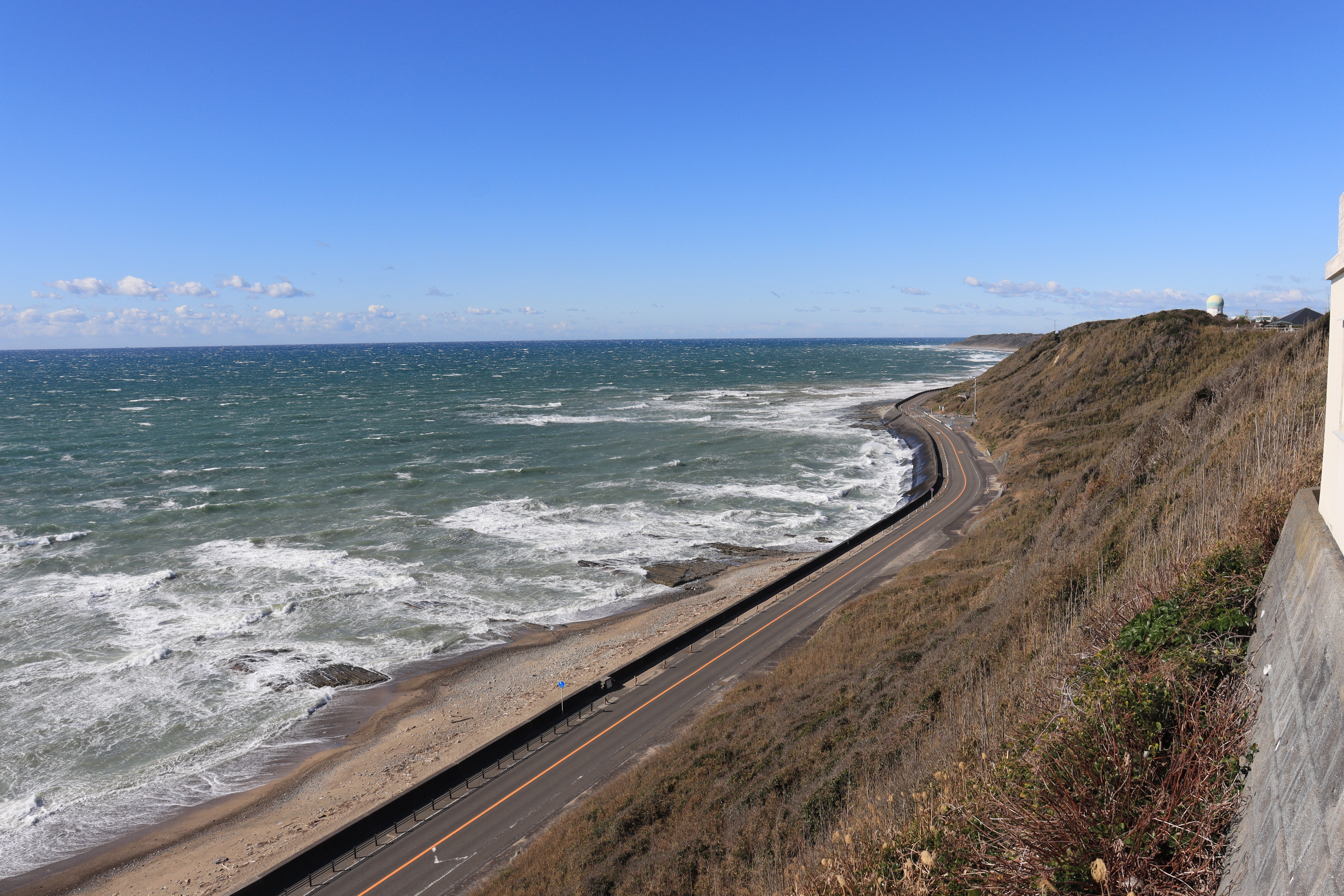
御前埼灯台から見た静岡県道357号佐倉御前崎港線の遠州灘方向

## 接続路線
- 静岡県道372号大東相良線
- 国道150号
- 静岡県道240号御前崎堀野新田線

## 沿線
- 浜岡原子力発電所
- 御前崎ケープパーク
- 御前埼灯台
- マリンパーク御前崎